# جوردن تونيكليف
جوردن تونيكليف (بالإنجليزية: Jordan Tunnicliffe) هو لاعب كرة قدم بريطاني في مركز الدفاع، ولد في 13 أكتوبر 1993 في نانيتون ‏ في المملكة المتحدة. لعب مع نادي بارنسلي.